# Fonay Tibor
Fonay Tibor (Hódmezővásárhely, 1987. szeptember 27.–) Junior Prima díjas, kétszeres Fonogram díjas, Vásárhelyi Művészeti Díjas magyar bőgős, basszusgitáros.

## Tanulmányai
13 évesen a helyi Péczely Attila Alapfokú Művészeti Iskolában kezdte zenei tanulmányait, majd később a Mindszenti Alapfokú Művészeti Iskola és a Dr. Lauschmann Gyula Jazz Szakközépiskolában, Székesfehérváron folytatta.
2008-ban felvételt nyert a Liszt Ferenc Zeneművészeti Egyetem Jazz Tanszékére, ahol 2011-ben előadóművészi, 2013 pedig mesterdiplomát szerzett.

## Díjak, elismerések
2011-ben az A38 hajó által szervezett “Talentometer” tehetségkutató verseny győztese lett a For Notes zenekarral jazz kategóriában.
2013-ban a Magyar Rádió által megrendezésre került Orszáczky Jackie basszusgitár tehetségkutató verseny első helyezettje lett.
2014-ben Junior Prima díjban részesült Magyar Zeneművészeti kategóriában.
2016-ban Fonogram díjra jelölt a Sárik Péter trió feat Micheller Myrtill - Jazzkívánságműsor 2. lemeze, az év hazai jazzalbuma kategóriában.
2017-ben Fonogram díjra jelölt a Syrius Legacy zenekar, Az Ördög Álarcosbálja című lemeze, az év hazai jazzalbuma kategóriában.
2018-ban Fonogram díjra jelölt Sárik Péter trió - Lucky Dog című lemeze, az év hazai jazzalbuma kategóriában.
2020-ban Fonogram díjat nyert a Sárik Péter trió – X Bartók lemezével Jazz kategóriában.
2022-ben Fonogram díjat nyert a Subtones – Lángolj című lemezével Jazz kategóriában.
2025-ben Vásárhelyi Művészeti Díjat nyert.
2025-ben  Fonogram díjra jelölt Sárik Péter trió - X2 Bartók című lemeze, az év hazai jazzalbuma kategóriában.

## Zenekarok
- Sárik Péter trió
- Révész Richárd Latin Trió
- Révész Richárd Latin Quartet
- Trio Ricardo
- Subtones
- Serei Dániel Refrection
- Binder Trió
- Binder Quartet
- Babos Gyula Ba-Lan-Ce
- Syrius Legacy
- Flight Modus
- Lantos Zoltán Open Source
- Mydros

## Diszkográfia
| Előadó                                  | Lemez                                        | Év   |
| --------------------------------------- | -------------------------------------------- | ---- |
| Active comA                             | Kilátó                                       | 2007 |
| Live Act Folk                           | Self-titled                                  | 2007 |
| Live Act Folk Project                   | Self-titled                                  | 2009 |
| Mydros                                  | Live 2011                                    | 2011 |
| Sugárka                                 | Las Puertas Abiertas                         | 2012 |
| Binder Quartet                          | Old Dreams New Dimensions                    | 2014 |
| Binder Quartet                          | Összegyűrt Kottafejek                        | 2014 |
| Binder Live                             | At the Philharmonic Hall of Liszt Academy    | 2014 |
| Binder Károly                           | Retropolis II.                               | 2014 |
| Barrio Latino Hungria                   | Self-titled                                  | 2014 |
| Peter Sarik trio feat Myrtill Micheller | Jazz Request Show 2                          | 2014 |
| Babos Balance                           | Self-titled                                  | 2014 |
| 50 éves a magyar jazzoktatás            | Koncert a Zeneakadémián                      | 2015 |
| Sárik Péter                             | Idebent, Odakint                             | 2015 |
| Syrius Legacy                           | Az ördög álarcosbálja újratöltve             | 2015 |
| Révész Richárd Latin Trió               | La Comparsa                                  | 2016 |
| Luiza Zan                               | Heritage                                     | 2016 |
| Munkácsy Eszter Quartet                 | No Detour Ahead                              | 2016 |
| Sárik Péter Trió                        | Lucky Dog                                    | 2016 |
| Sárik Péter Trió                        | X Beethoven                                  | 2016 |
| Binder trió                             | For Seven Days, Hét Napra                    | 2016 |
| Binder Quartet                          | Nevergreens                                  | 2016 |
| Micheller Myrtill                       | Inspired by Hungarian Folksongs              | 2017 |
| Gyémánt Bálint                          | True Listener                                | 2017 |
| Illényi Katica                          | Illényi Katica & Friends                     | 2017 |
| Syrius Legacy                           | Széttört Álmok Szvit                         | 2017 |
| Binder trió                             | Bartók: Gyermekeknek                         | 2018 |
| Lantos Zoltán Open Source               | Sonaris                                      | 2018 |
| Sárik Péter Trió                        | X Beethoven with Strings                     | 2018 |
| Sárik Péter Trió                        | X Bartók                                     | 2018 |
| Sárik Péter Trió és Falusi Mariann      | Jazzkívánságműsor Magyarul                   | 2018 |
| Birta Miki                              | Generation X                                 | 2019 |
| Subtones                                | Octopus                                      | 2020 |
| Sárik Péter Trió                        | Bartók X Live                                | 2020 |
| Binder trió                             | Bartók Béla: Gyermekeknek II.                | 2020 |
| Binder trió                             | Bartók Béla: Gyermekeknek III.               | 2020 |
| Kertész Erika                           | Hétmilliárd Történet                         | 2020 |
| Micheller Myrtill                       | That Old Feeling                             | 2020 |
| Sárik Péter Trió és Falusi Mariann      | Jazzkívánsáműsor Magyarul 2.                 | 2021 |
| Sárik Péter                             | A Kékszakállú Herceg Vára – Jazz feldolgozás | 2021 |
| Binder trió                             | Kápolnád Melegében                           | 2021 |
| Binder Quartet                          | Blumenseele                                  | 2022 |
| Binder trió                             | Úton Hazafelé                                | 2022 |
| Subtones                                | Lángolj                                      | 2022 |
| Sárik Péter Trió és Falusi Mariann      | Jazzkívánságműsor Magyarul 3.                | 2023 |
| Micheller Myrtill                       | Még Fut a Film                               | 2023 |
| Szumper Ádám                            | Raw & Clean                                  | 2024 |
| Sárik Péter trió & Szőke Nikoletta      | Jazz Request show no. 3.                     | 2024 |
| Kertész Erika                           | Pillanat                                     | 2024 |
| Gubik Petra                             | Mi van a zsebemben?                          | 2024 |

## Közreműködések
| Előadó                | Lemez                 | Év   |
| --------------------- | --------------------- | ---- |
| Gerendás Péter        | Gitáromba Kapaszkodva | 2013 |
| Révész Richárd        | Nuestro Ritmo         | 2015 |
| Kálmi Latin           | Porig Égő Vágy        | 2017 |
| Sarantis Mantzourakis | O Prosfigas           | 2017 |
| Anima Sound System    | Anima & Animus        | 2018 |
| Balogh Tomi           | Visit Planet Earth    | 2020 |
| Csordás Tibor         | Libertad              | 2020 |
| Balla Claudia         | Álruhás               | 2020 |
| Saxofunk              | Stenque               | 2021 |
| Imitation             | Artificial by Nature  | 2021 |
| Juhász Marci          | Sorsszimfóniák        | 2021 |
| Szumper Ádám          | The Journey           | 2021 |
| Juhász Marci          | Arccal a nap felé     | 2023 |
| Imitation             | Time Rhymes           | 2024 |